# Emily deRiel
Emily Ann deRiel (ur. 12 listopada 1974 w Bostonie) – amerykańska zawodniczka pięcioboju nowoczesnego, srebrna medalistka olimpijska z Sidney. 

## Kariera
Emily de Riel rozpoczęła uprawiać pięciobój nowoczesny w latach 1996-97 podczas studiów w Oksfordzie. W 2000 roku zdobyła srebrny medal na igrzyskach olimpijskich w Sydney. Zakończyła rywalizację uzyskując łącznie 5310 punktów, osiem punktów mniej od Stephanie Cook.
Obecnie mieszka w Bonn ze swoim mężem, Mikiem Petersem, który jest szefem sztabu Międzynarodowego Komitetu Paraolimpijskiego. Mają dwoje dzieci. 